# Aztech - The Movie
Aztech és una pel·lícula de fantasia, sci-fi i horror dirigida per diversos cineastes mexicans especialitzats al cinema fantàstic i produïda per Isaac Basulto (Productor General), Isaac Ezban, Miguel Ángel Marín i Ulises Guzmán.

## Sinopsi
Antigues profecies Asteques es compleixen, després de la caiguda de fragments de meteors i material extraterrestre que impacten la terra. Successos estranys ocorren en els diferents espais i temps de les col·lisions.
Aquesta pel·lícula, dividida en segments, cada història relata el compliment d'una profecia asteca.

## Concepte
L'antologia Aztech està composta per nou segments que ofereixen exploracions, dimensions i textures fantàstiques, rares vegades abordades al cinema llatinoamericà. Elements de la cosmovisió Asteca, es fan presents en la pel·lícula. Les premisses socioculturals mexicanes i llatinoamericanes en les històries, presenten personatges prosaics del Mèxic contemporani i enfronten situacions bizarras, fantàstiques i horroroses.

## Producció
La cinta es va filmar en la Ciutat de Mèxic i diversos Estats de la República Mexicana, com Yucatán, Morelos, Veracruz i el Estat de Mèxic. També va tenir locaciones a l'estranger: a Nova York (EUA) i Vancouver B.C. (Canadà).
AZTECH va començar el seu rodatge a locacions de Vancouver B.C. Canadà, amb el segment Dulce Muerte de Gigi Saul Guerrero. La nina del terror ha injectat a la pel·lícula la seva mefistofèlica creativitat, la publicació Variety la va descriure com a part de la nova ona de talents llatins. Amb Blumhouse va dirigir Culture Shock (2019).

## Segments
| Segment          | Direcció                     | Repartiment                                                       |
| ---------------- | ---------------------------- | ----------------------------------------------------------------- |
| El Camino        | Fernando Campos, Jaime Jasso | Gustavo Sánchez Parra, Yam Acevedo, Israel Islas                  |
| Los Solitarios   | Rodrigo Ordóñez              | Sofía Espinosa, Ignacio Guadalupe,                                |
| Ulises           | Jorge Malpica                | José Manuel Poncelis, Michelle Betancourt                         |
| Dulce Muerte     | Gigi Saul Guerrero           | Luis Javier, Mike Kovac, Nathan Dashwood, Nisreen Slim            |
| Coleccionistas   | Leopoldo Laborde             | Eduardo Longoria, Paul Act, Luis Fernando Schivÿ, Clarence Schivÿ |
| Umbral           | Francisco Laresgoiti         | Diego Ávila Mora, Victor Cruz Ortega                              |
| Cárcel de dioses | Ulises Gúzman                | Elpidia Carrillo, Ramón Medina, Sergio Rued                       |
| ATL              | J. Xavier Velasco            | Naian González Norvind                                            |
| El Sexto Sol     | Alejandro Molina             | Ximena Romo, Fernando Becerril, José Antonio Becerra Badillo      |

## Repartiment
- Ramón Medina
- Gustavo Sánchez Parra
- Elpidia Carrillo
- José Manuel Poncelis
- Naian González Norvind
- Ximena Romo
- Ignacio Guadalupe
- Sofía Espinosa
- Fernando Becerril